# Rusyfikacja Finlandii

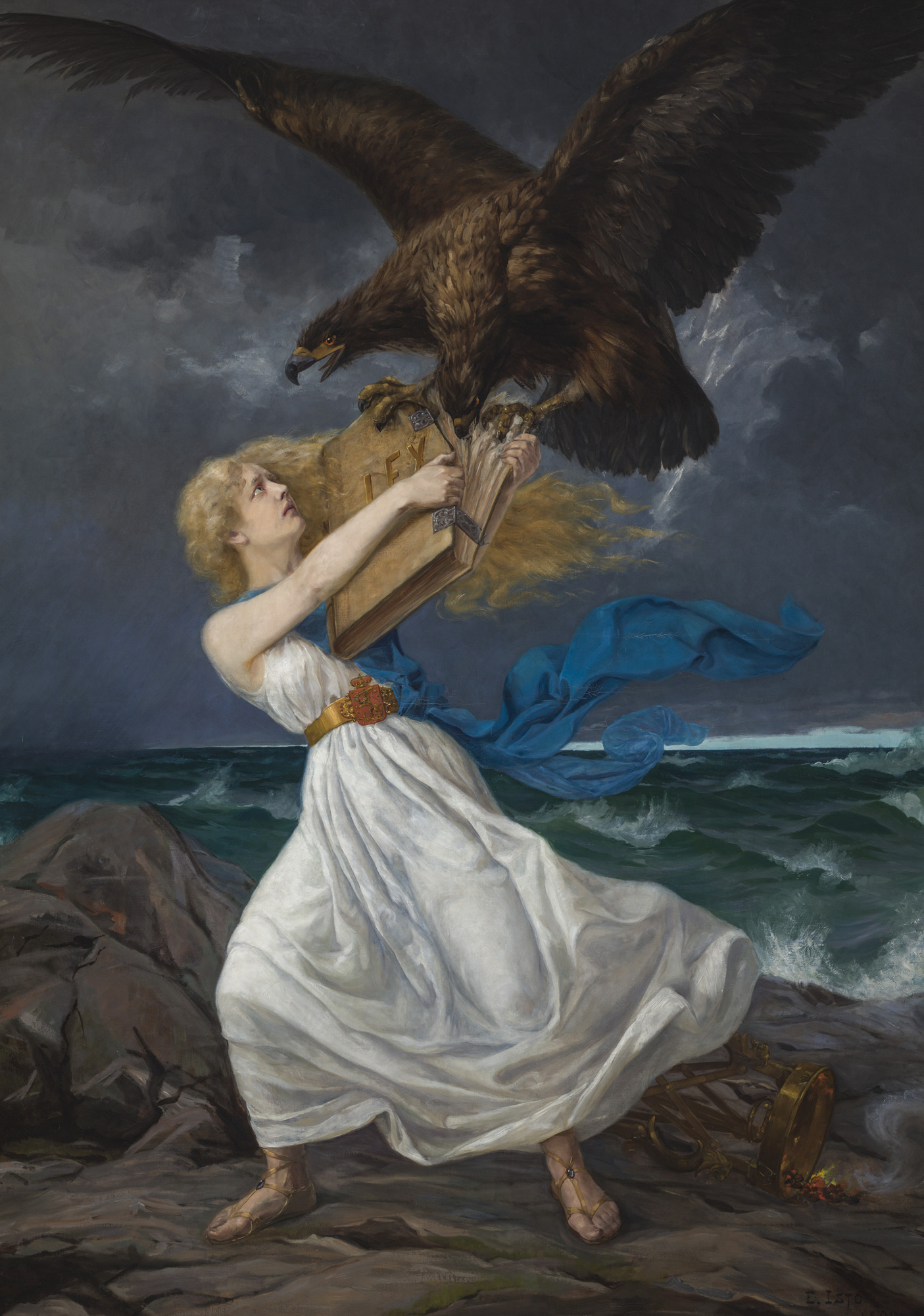
Atak, obraz Edvarda Isto z 1899, przedstawia dwugłowego orła rosyjskiego. Jedna głowa rozdziera księgę praw Finlandii, druga zaraz zrani trzymającą ją kobietę - Suomi-neito, Fińską Dziewicę, personifikację narodową. Obraz ten stał się symbolem kampanii rusyfikacyjnej Finlandii i oporu przeciwko niej.

Rusyfikacja Finlandii – polityka władz Imperium Rosyjskiego wobec Wielkiego Księstwa Finlandii prowadzona w latach 1898–1905 i ponownie od 1908 do upadku caratu w Rosji. Jej celem była likwidacja autonomii Finlandii nadanej w 1809 przez cara Aleksandra I po ustanowieniu unii personalnej między Wielkim Księstwem Finlandii a Imperium Rosyjskim, a w dalszej perspektywie całkowicie włączenie Wielkiego Księstwa do Rosji i narzucenie ludności języka rosyjskiego.

## Tło historyczne
Finlandia znalazła się pod panowaniem rosyjskim w 1808, przechodząc pod władzę carów spod kontroli szwedzkiej. Finlandia zachowała system administracji, instytucji sądowych i samorządowych, religię luterańską, granicę celną, prawo cywilne i karne oraz ustrój według ustaw szwedzkich z 1772 i 1789 roku. Finowie zachowali także urzędowy język szwedzki, a monarchię reprezentował fiński generał-gubernator. W 1883 r. język fiński stał się po raz pierwszy w historii językiem urzędowym na terenie Finlandii i dołączył do dwóch pozostałych języków urzędowych tego kraju – szwedzkiego i rosyjskiego. Głównym organem administracyjnym i sądowym była Rada Gubernialna, przemianowana na senat w 1816 roku. Ludność Finlandii była całkowicie lojalna wobec władz rosyjskich.

## Kampania rusyfikacyjna

### Działalność Nikołaja Bobrikowa i Wiaczesława Plehwego

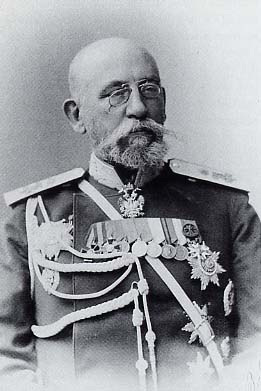
Nikołaj Bobrikow

W II poł. XIX w. w Rosji nasiliła się działalność ruchów konserwatywnych, bliski szowinizmowi nacjonalizm rosyjski, połączony z dyskryminacją ludności nieprawosławnej, stał się oficjalną linią polityczną państwa pod rządami Aleksandra III, a następnie Mikołaja II. Za panowania Aleksandra III doszło do pierwszych, wstępnych działań ograniczających autonomię Finlandii. W momencie objęcia tronu w 1894 Mikołaj II zadeklarował zachowanie przywilejów Wielkiego Księstwa Finlandii tak, jak to czynili jego poprzednicy. Pod wpływem kół nacjonalistycznych w 1898 przyjął jednak ich program rusyfikacji Finlandii. Jego realizatorem stał się mianowany w tym samym roku generał-gubernator Nikołaj Bobrikow.
Według oficjalnego stanowiska władz carskich Finlandia mogła zachować niewielki zakres odrębności, natomiast w zakresie prawodawstwa powinna przyjąć rozwiązania stosowane w całym Imperium Rosyjskim. Manifest ogłaszający ujednolicenie praw ogłosił Mikołaj II 15 lutego 1899. Od tej pory to car miał decydować o wydaniu ustaw, których projekty mogły proponować mu Senat Wielkiego Księstwa Finlandii, parlament, generał-gubernator, minister ds. Finlandii oraz Rada Stanu. W odpowiedzi parlament Finlandii ogłosił bezprawność tego kroku i w ramach protestu przeciwko naruszeniu autonomii podjął akcję zbierania podpisów pod petycją do cara, w której apelowano o zachowanie jej zasad. Delegacja, która następnie przywiozła petycję z 522 931 podpisami, nie została przyjęta przez cara. W styczniu 1900 ministrem ds. Finlandii został Wiaczesław Plehwe, jeden z autorów manifestu z 15 lutego 1899 i zwolennik rusyfikacji. Pewny odgórnego poparcia, Nikołaj Bobrikow kontynuował program likwidacji autonomii Finlandii. Jeszcze w tym samym 1900 czternaście czasopism fińskich zostało zawieszonych, zaś siedem - całkowicie zlikwidowanych. W roku następnym zlikwidowano zasadę wolności zgromadzeń. Sformułowano również nowe zasady poboru młodzieży fińskiej do wojska, likwidując odrębne fińskie szkoły wojskowe i jednostki złożone z rekrutów tej narodowości (już w 1901). Od 1903 stało się możliwe kierowanie rekrutów fińskich do jednostek rosyjskich stacjonujących poza Finlandią. Do uzyskania stopnia oficerskiego niezbędna stała się doskonała znajomość języka rosyjskiego. Podobnie jak w przypadku poprzednich ustaw, społeczeństwo fińskie zareagowało akcją petycyjną. Pod protestem zebrano 473 468 podpisów. Kampanii petycyjnej towarzyszył bierny opór, w tym bojkot poboru do wojska.
W odpowiedzi w 1902 Bobrikow uzyskał prawo odwoływania urzędników i sędziów fińskich, a następnie sprowadzania na ich miejsce Rosjan (wobec niedostatecznej liczby Finów gotowych pogodzić się z polityką rosyjską). Manifestacje przeciwko ograniczaniu autonomii były rozpędzane przez oddziały kozackie. 15 kwietnia 1903 uprawnienia Bobrikowa zostały jeszcze poszerzone, co uzasadniono dbałością o porządek publiczny i bezpieczeństwo instytucji państwowych. Znienawidzony w społeczeństwie fińskim generał-gubernator został 16 czerwca 1904 śmiertelnie postrzelony w Senacie Wielkiego Księstwa Finlandii przez Eugena Schaumana i zmarł następnego dnia nad ranem pomimo operacji przeprowadzonej przez Richarda Faltina. Rok później fińska opozycja wzięła udział w rewolucji 1905 roku. Pod wpływem protestów i strajków 4 listopada 1905 Mikołaj II podpisał manifest, w którym wycofywał ograniczenia autonomii wprowadzone w ostatnich latach.

### Działania rządu Stołypina
Na nowo kampanię rusyfikacji Finlandii podjął rząd Piotra Stołypina. W latach 1908–1910 był to najważniejszy problem rosyjskiej polityki wewnętrznej. Stołypin twierdził, że nowa polityka wobec Finlandii wynika z chęci zabezpieczenia "historycznych praw narodu rosyjskiego" oraz zagadnień związanych z obronnością, a nie chęci podważania autonomii Wielkiego Księstwa w zakresie ustroju wewnętrznego i sądownictwa. Nowa ustawa o Finlandii została przegłosowana w Dumie Państwowej 28 kwietnia 1910, podporządkowując ustawodawstwo fińskie uchwałom ogólnorosyjskim. W 1912 uchwalono nadanie pełni praw, w tym dostępu do urzędów, tym mieszkańcom Wielkiego Księstwa Finlandii, którzy nie posiadali obywatelstwa fińskiego. Jej celem było umożliwienie dostępu do stanowisk zamieszkującym w Finlandii Rosjanom. Urzędników i sędziów fińskich, którzy sprzeciwiali się ich nominacjom, poddawano represjom. Dalsze projekty ograniczeń autonomii Finlandii były przedstawiane przez kolejne rządy carskie również w kolejnych latach.